# トビアス・ヴァイス
トビアス・ヴァイス（Tobias Weis、1985年7月30日 - ）は、ドイツの元サッカー選手。バーデン＝ヴュルテンベルク州シュヴェービッシュ・ハル出身。現役時代のポジションはミッドフィールダー。

## 経歴

### クラブ
1990年にSC Bibersfeldに入団し、3年後の1993年夏にSF Schwäbisch Hallに入団した。1996年7月、VfBシュトゥットガルトにスカウトされ、下部組織に入団した。8年の後にリザーブチームに昇格して3シーズンを過ごしたが、トップチームでの出場経験はなく、2007年7月にTSG1899ホッフェンハイムに移籍した。2007-08シーズンに1部昇格を決め、2008-09シーズンは31試合に出場した。2009-10シーズン以降は度重なる怪我に悩まされ、リーグ戦での出場は20試合に到達しなかった。2013年4月、マルクス・ギズドル監督が就任すると確執が表面化し始め、ティム・ヴィーゼとともにカップ戦ですら出番が与えられない干される状態が2013年末まで続いた。
2014年1月7日、アイントラハト・フランクフルトにレンタル移籍した。同年9月1日、2. ブンデスリーガのVfLボーフムにレンタルで加入した。

### 代表
2008年のイングランド戦でドイツ代表に初招集された。初出場は2009年6月2日のUAEとの親善試合で、トーマス・ヒッツルスペルガーに代わって途中出場した。